# Église Sainte-Marie-Madeleine de Grandecourt
Pour les articles homonymes, voir Église Sainte-Marie-Madeleine.
L'église Sainte-Marie-Madeleine est une église catholique située à Grandecourt, en France.

## Localisation
L'église est située dans le département français de la Haute-Saône, sur la commune de Grandecourt.

## Historique
L'édifice est classé au titre des monuments historiques en 1995.